# Taraxacum capillosum
Taraxacum capillosum — вид квіткових рослин з родини айстрових (Asteraceae). Вид зростає в Європі: Чехія, Данія, Фінляндія, Німеччина, Польща, Швеція; це багаторічна рослина помірних біомів.
Рослина ≈ 30 см заввишки, міцна. Листки випростані, сіро-зелені, сильно запушені; ніжка листка рожево-червона, крилата; бічних часток листка 4–5, трикутні, продовжуються від широкої прикореневої частини до вузької, часто лопатчастої верхівки, ± горизонтально виступаючі або загнуті, переважно цілі, кінцеві частки листка приблизно такі ж, як бічні частки, трикутні або трилопатеві. Обгортка оливково-зелена. Зовнішні приквітки зверху світло-сіро-зелені, рівномірно відігнуті, 3–4 мм завширшки, з вузькими білими краями.